# Aleksandar I. Karađorđević
Aleksandar I. Karađorđević, kralj Jugoslavije, poznat u Srbiji i Jugoslaviji i kao Ujedinitelj i Viteški kralj nakon atentata (srp. Краљ Александар I Карађорђевић, Cetinje, 16. prosinca 1888. – Marseille, 9. listopada 1934.), bio je plemić iz srpske kraljevske obitelji Karađorđevića, prvi kralj Kraljevine Jugoslavije (1929. – 1934.), a prije toga Regent Kraljevstva SHS (1918. – 1921.), i kralj Kraljevine SHS (1921. – 1929.). Za njegove vladavine kao Regenta Kraljevstva SHS donesena je 1920., Obznana i proglašen Vidovdanski ustav (1921.) (kojime je ozakonjen centralistički sustav i vlada u cijelosti postala ovisna o monarhu) te je ukinuo Ustav i uveo diktaturu 6. siječnja 1929. godine i pod krinkom jugoslavenstva provodio velikosrpsku politiku, vladao izrazito apsolutistički ("monarhofašizam"), brutalnom represijom progonio oporbu (atentat na Stjepana Radića i hrvatske narodne zastupnike 1928. godine, sibinjske žrtve i dr.).

## Mladost i osobni život
Aleksandar Karađorđević rođen je 16. prosinca 1888. godine u tadašnjem crnogorskom glavnom gradu, Cetinju. Njegov otac bio je Petar I. Karađorđević, a majka, bivša crnogorska kraljevna Zorka Petrović-Njegoš, kćer crnogorskog kralja Nikole I.
Djetinjstvo je proveo u Crnoj Gori, a školovan je u Ženevi. 
Njegov otac Petar je bio iz dinastije Karađorđević, koja Srbijom nije vladala od abdikacije kneza Aleksandra Karađorđevića 1858. godine. Međutim su u noći između 28. i 29. svibnja 1903. godine zavjerenici iz kraljevske srbijanske vojske ubili kralja Aleksandra Obrenovića i kraljicu Dragu, te su proglasili Petra Karađorđevića za kralja Srbije; tu odluku je potvrdila Narodna skupština 15. lipnja 1903. godine; dolazak Petra I. Karađorđevića na vlast bio je obilježen pogoršanjem - do razine neprijateljstva - odnosa s dotadašnjim glavnim srbijanskim saveznikom Austro-Ugarskom.
Aleksandar je 1910. godine skoro umro od trbušnog tifusa, no preživio je, ali s trajnim problemima u trbuhu. Svoje obrazovanje nastavio je u vojnoj akademiji u Sankt-Petersburgu, no otišao je odatle zbog zdravstvenih problema i nastavio se školovati u Beogradu.  
Najstariji sin i prijestolonasljednik Petra I. zapravo je bio Aleksandrov brat Đorđe Karađorđević (Cetinje, 1887. – Beograd, 1972.), koji je međutim abdicirao nakon što je 1909. godine izbio nacionalni i međunarodni skandal, jer je Đorđe teškim premlaćivanjem prouzročio smrt svojeg osobnog sluge Stevana Kolakovića, koji je navodno propustio uručiti neko njegovo pismo jednoj djevojci.
Aleksandar se 8. lipnja 1922. godine vjenčao s Marijom od Rumunjske. Imali su tri sina: Petra, Tomislava i Andreja.

## Balkanski ratovi i Prvi svjetski rat
U Prvom balkanskom ratu 1912. godine, prijestolonasljednik Aleksandar Karađorđević je kao zapovjednik prve armije vodio srpsku vojsku u pobjedu u bitki kod Kumanova i u bitki kod Bitole, a 1913. godine, u Drugom balkanskom ratu pobijedio je i u bitki kod Bregalnice. Nakon Drugoga balkanskog rata Aleksandar Karađorđević opredijelio se u teškom sporu između politički snažne vojske i civilne vlade Nikole Pašića o upravljanju nedavno pripojenom Vardarskom Makedonijom. Kralj Petar I. stao je na stranu politički utjecajnog šefa vojne obavještajne službe Dragutina Dimitrijevića Apisa i oko njega okupljenog članstva tajne časničke organizacije (znalo se dobro za njezino postojanje, ali je djelovanje bilo tajnovito, i uključivalo subverzivne aktivnosti protiv susjednih država) "Crna ruka", ali se prestolonasljednik Aleksandar Karađorđević uz potporu veleposlanika Ruskog Carstva Hartwiga usprotivio Pašićevoj smjeni. Petar I. se potom pozvao na svoju bolest i prepustio svoje ovlasti Aleksandru, kao regentu, te je Aleksandar 24. lipnja 1914. godine postao Regent Kraljevine Srbije.
Na početku Prvoga svjetskog rata, kraljević Aleksandar Karađorđević bio je stoga vrhovni zapovjednik srpske vojske. U ratu s očigledno nadmoćnijom Austro-Ugarskom mogao se osloniti na izvrsne vojne zapovjednike poput Živojina Mišića, Stepe Stepanovića i Petra Bojovića. Srpska vojska istakla se u Cerskoj i Kolubarskoj bitki 1914. godine, gdje je na iznenađenje cijeloga svijeta izvojevala pobjede nad Austro-Ugarskom vojskom.
U jesen 1915. godine, srpska vojska je oslabljena uzastopnim porazima, te biva posve potisnuta iz Srbije. U siječnju 1916. godine uspijeva se s već ostarjelim kraljem Petrom I. i princom Aleksandrom povući na otok Krf u Grčkoj. Nakon što je srpska vojska regrupirana i uz pomoć saveznika ponovno opremljena, pomogla je savezničkim (uglavnom francuskim) snagama na Solunskom bojištu, te je već ostvarila taktički značajnu pobjedu osvojivši u teškim borbama 12. – 30. rujna 1916. godine položaje na planini Kajmakčalanu. Srpska vojska imala je značajnu ulogu u posljednjem Savezničkom probijanju iz Grčke u jesen 1918. godine.

## Kralj Srba Hrvata i Slovenaca 1921.: 23 vlade u 8 godina
Dana 1. prosinca 1918. godine, Aleksandar Karađorđević, kao regent, primio je Narodno vijeće Države SHS u Beogradu (cijeli Središnji odbor i Predsjedništvo). Naime, burna sjednica u studenome u kojoj su se primarno sukobila stajališta Stjepana Radića, koji je zagovarao federalizam i Svetozara Pribićevića, koji se zalagao za bezuvjetno ujedinjenje, kao konačnu ponudu donijela je Naputak. Njime se Narodno vijeće zalagalo za uvjetno ujedinjenje Kraljevine Srbije i Države SHS na način što bi se države ujedinile, a nakon toga bi bili izbori za Ustavotvornu skupštinu, s tim što bi Narodno vijeće imalo ovlasi na području Države SHS, a Vlada Kraljevine Srbije na području istoimene države dok Ustavotvorna skupština ne bi donijela odluku o državnom uređenju. No, članovi delegacije su regentu Aleksandru naposljetku predstavili Adresu, koju je pročitao Ante Pavelić (stariji), koja je bila novosastavljeni dokument koji je nudio beuzvjetno ujedinjenje sa Srbijom. Dana 1. prosinca 1918. godine, regent Aleksandar potpisuje navedeni dokument, čime dolazi do osnivanja Kraljevstva Srba, Hrvata i Slovenaca.
Kriza u novonastaloj državi nije jenjavala, kao što su očekivali predstavnici Države SHS. Naime, kako Hrvatski sabor nije ratificirao spomenutu Adresu, hrvatski zastupnici taj su dokument smatrali krivotvorinom bez vrijednosti, te su se nastavljali boriti za prava i federalno uređenje. Novonastala država bila je država bez Ustava u kojoj je kralj, odnosno regent, imao apsolutnu kontrolu i moć, a osnovni dekreti i zakoni objavljivani su preko kraljevih obznana. Dana 29. prosinca 1920. godine regent donosi Obznanu kojom je obilježen početak režimskog pritiska i postepenog smanjivanja damokratskih prava. Iste godine Stjepan Radić mijenja ime svoje Hrvatske pučke seljačke stranke (HPSS) u Hrvatska republikanska seljačka stranka (HRSS), a regent ubrzo saziva Ustavotvornu skupštinu koja je trebala donijeti novi ustav. No, dogodilo se da su se u sazivu Ustavotvorne skupštine našli isključivo srpski političari (pretežito iz Pašićeve Narodne radikalne stranke), dok je nekim hrvatskima pristup zabranjen. Naime, Komunistička partija Jugoslavije je zabranjena prema odredbama Obznane od 29. prosinca 1920. godine, a HRSS-u je zabranjen dolazak zato što je, po objašnjenju Beograda, u svom nazivu (republikanska) prejudicirala državno uređenje prije same odluke Ustavotvorne skupštine. Ustavotvorna skupština tako je imala lagan posao i 28. lipnja 1921. godine donijela je, na blagdan sv. Vida, ustav koji je nazvan Vidovdanski ustav. Država je tako uređena kao ustavna, nasljedna monarhija na čelu s kraljem koji je, unatoč postojanju Narodne skupštine, imao najveće ovlasti. Povijesni entiteti na njezinom području (uključivo Kraljevinu Hrvatsku, ali i Kraljevinu Srbiju) su ukinuti i zamijenjeni s novih 33 oblasti. U međunarodnim odnosima, bila je nova država sljednica Kraljevine Srbije. Ime nove države bilo je u Kraljevina Srba, Hrvata i Slovenaca. U kolovozu 1921. godine, Aleksandar je, nakon očeve smrti, službeno postao kralj novoosnovane kraljevine.
Ustav kao takav nije donio zadovoljio narode Kraljevine, a posebice je velik problem bilo centralističko uređenje kojim je forsirano jugoslavenstvo - koje je počivalo na zamisli da Hrvati i Slovenci nisu narodi, nego "plemena" troimenog jugoslavenskog naroda, a da su Makedonci, Crnogorci i Bošnjaci samo dio trećeg - srpskog - "plemena" toga naroda. Kralj je nastavio s režimskim pritiskom, brojne osobe (među kojima i Stjepan Radić), završile su u zatvoru, a vlade su se mijenjale, prosječno, svakih nekoliko mjeseci: u razdoblju od 1921. do 1929. godine došlo je do 23 promjene Vlade, a od te 23 sam kralj inicirao je čak 21 (ostale dvije stigle su na zahtjev Narodne skupštine). Izbori su održavani svake dvije godine, a na njima je pobjeđivala uglavnom Radikalna stranke, što je još više pogodovalo kralju. Situacija u državi se nikako nije smirivala, a svemu tome doprinosilo je i jačanje HRSS-a. Iako je Radić završavao u zatvoru, iako je njegova stranka krajem 1924. godine (nakon učlanjenja u Seljačku internacionalu) zabranjena prema odredbama Zakona o zaštiti države (kasnije će se ime promijeniti u Hrvatska seljačka stranka (HSS), a on sam je bio redovito zatvaran, njegov utjecaj sve je više jačao i stranka je konstantno dobivala iznenađujuće visok broj zastupnika, zbog čega je Radić bio još glasniji u svojim ispadima protiv kralja i vlasti. Iako će u jednom trenutku prihvatiti monarhiju i odreći se republikanskih težnji (taj je proglas pročitao Pavle Radić), Stjepan Radić će i dalje biti najglasniji kraljev oponent, a ubrzo će, 1927. godine, kao saveznika dobiti i Svetozara Pribićevića. Naime, Pribićević, bivši Ministar unutarnjih poslova i policije, napravio je odlučan obrat u svojoj politici, promijenio je svoje nazore (1925. godine napustio je politiku unitarizma i centralizma) i sa svojom Samostalnom demokratskom strankom sklopio savez s Radićem kojim je 10. studenoga 1927. godine nastala Seljačko-demokratska koalicija (SDK) koja je, kao prosvjed, odbijala sudjelovati u radu Narodne skupštine dok politika Beograda bude kakva je bila u tom trenutku.
Darovao je novce za gradnju franjevačke spomen-bazilika sv. Nikole Tavelića i samostan u Tomislavgradu.

## Napetosti s Đorđem Karađorđevićem
S godinama je Aleksandrov stariji brat Đorđe Karađorđević sve teže skrivao žal zbog svoje abdikacije iz 1909. godine i netrpeljivost prema bratu. Kralj Aleksandar ga je naposljetku 1925. godine dao zatvoriti u psihijatrijsku bolnicu u Gornjoj Topnici u Nišu. Odatle će Đorđe Karađorđević biti otpušten tek nakon što su Nijemci 1941. godine okupirali Jugoslaviju. Od tada pa do svoje smrti 1972. godine, Đorđe Karađorđević je kao umirovljenik slobodno živio u Beogradu.

## Šestosiječanjska diktatura 1929.: proglašenje Jugoslavije
Vrhunac političke krize u Kraljevini SHS zbio se na zasjedanju Narodne skupštine od 20. lipnja 1928. godine. Naime, Stjepan Radić je, nakon vrijeđanja zastupnika Čede Radovića, već ranije dobio prijetnje smrću, a najopasnije su postale upravo pred samu sjednicu. Iako je upozoren da ne ide, Radić je s kolegama zastupnicima otišao u beogradsku Narodnu skupštinu. Sjednica je ispočetka tekla mirno, no problemi su se stvorili kada se zastupnik Puniša Račić, inače pripadnik organizacije Bela ruka, oštro osvrnuo na HSS. Zastupnik Ivan Pernar oštro je branio svoju stranku, no Račić je samo čekao prigodu i ubrzo izvukao svoj revolver i počeo pucati po HSS-ovcima. Smrtno su stradali Đuro Basariček i Pavle Radić, dok su Ivan Pernar, Ivan Granđa i Stjepan Radić bili ranjeni. Stjepan Radić preminuo je 8. kolovoza 1928. godine od posljedica ranjavanja. Ubojstvo tada vodećeg hrvatskog političara uvelo je državu u dotad neviđenu političku krizu.
Dana 6. siječnja 1929. godine, kao odgovor na spomenutu krizu, kralj Aleksandar I. Karađorđević poništio je Vidovdanski ustav, raspustio Narodnu skupštinu i uveo osobnu diktaturu (tzv. Šestosiječanjska diktatura). Ubrzo je donio novi Zakon o nazivu i uređenju države kojim je 3. listopada 1929. godine ime države promijenjeno u Kraljevina Jugoslavija, a unutarnje uređenje svedeno je s 33 oblasti na 9 banovina i grad Beograd. Kralj se tako, nakon nekoliko godina stagnacije, ponovno vratio politici integralnog jugoslavenstva. Vlada je povjerena generalu Petru Živkoviću, dotadašnjem zapovjedniku Kraljevske garde, što je govorilo o strogim mjerama koje je diktatura donosila sa sobom.

## Oktroirani ustav 1931.
Premda je kralj Aleksandar nastojao diktaturom smiriti uzavrelu situaciju u zemlji, u tome nije postigao trajniji uspjeh. Njegove su mjere izazvale suprotne učinke od priželjkivanih. Zabranom političkog djelovanja protiv sebe okrenuo je gotovo sve političke stranke koje su djelovale u Kraljevini Jugoslaviji. Ne samo što je povećao broj političkih protivnika u zemlji, nego ni sile Antante nisu blagonaklono gledale na uvođenje diktature. Takva ga je situacija primorala na uvođenje novih političkih promjena, prije svega na proglašenje ustava. Kako skupština nije postojala, kralj Aleksandar je 3. rujna 1931. godine sam proglasio novi ustav, koji se zato naziva oktroiranim ili nametnutim ustavom.
Novim je ustavom Jugoslavija postala ustavna, ali ne i parlamentarna monarhija. Kralj je i dalje mogao potpuno nadzirati rad skupštine, a vlada je bila odgovorna isključivo njemu. Godine 1932. raspisani su novi izbori, no situacija nije ipak bila demokratska kakvom se naizgled činila. Naime, nakon uvođenja diktature došlo je do osnivanja Jugoslavenske nacionalne stranke, integralističke stranke koja je bila pod kraljevom kontrolom i jedina je imala utjecaj nad cijelim teritorijem kraljevine. Za pristupanje izborima trebalo je prikupiti dovoljan broj potpisa iz svih 305 državnih kotara, što samo po sebi nije bio velik problem za oporbene stranke, ali kako je kralj raspisane izbore proglasio javnima (čime si je omogućio kontrolu i manipulaciju izbora), oporbene stranke odbile su sudjelovati na izborima, tako da se na izbornoj listi našla jedino JNS.
Najveća se promjena zbila u ideologiji. Do tada se smatralo da su Srbi, Hrvati i Slovenci narod s tri imena (onodobni humoristi, ali i ozbiljni kritičari režima predvođeni Miroslavom Krležom, dodali su i dva pisma, tri jezika, tri vjere itd.), a tada je zavladala unitaristička ideologija integralnog jugoslavenstva. Smatralo se da postoji samo jedan, jugoslavenski narod.
Progoni u zemlji su i pokraj obnove ustava nastavljeni. Kralj Aleksandar je očekivao da će oktroiranim ustavom barem donekle smiriti političke protivnike. Suprotno njegovim očekivanjima, ustav je uzrokovao val nezadovoljstava. U Savskoj banovini je brutalnost diktature i dalje bila postojana. HSS-pov prvak Josip Predavec ubijen je nedugo nakon izlaska iz zatvora 1933. godine, pokušan je atentat na pravaša i budućeg ustašu Milu Budaka, a albanolog i pravaš Milan Šufflay ubijen je usred Zagreba početkom 1931. godine. Kralj je osobno nakon toga zabranio pisanje o atentatu na Šufflayja, tako da nikakva osmrtnica niti novinski članak nisu izašli. Apel Međunarodnoj ligi za prava čovjeka protiv politike beogradske vlade koji je uslijedio kao reakcija na ubojstvo, potpisali su i Albert Einstein i Heinrich Mann.

## Atentat 9. listopada 1934.
Budući da su tri člana njegove obitelji umrla u utorak, Aleksandar je odbijao sve političke zadaće na taj dan. No, u utorak 9. listopada 1934. godine, nije imao izbora; stigao je u Marseille na državnički posjet Trećoj Republici kako bi ojačao savez između dvaju država u Malu Antantu. Dok se vozio u automobilu s francuskim ministrom vanjskih poslova Louisom Barthouom, atentator Vlado Černozemski iskočio je iz mnoštva promatrača i usmrtio ga.
To je bio jedan od prvih atentata snimljenih na filmu. Pucnjava se dogodila točno ispred objektiva snimatelja, koji je u to vrijeme bio samo 1 stopu udaljen. Snimatelj nije snimio samo atentat, nego i kraću radnju nakon njega. Tijelo vozača (koji je bio na mjestu mrtav) zakočilo je automobil što je snimatelju omogućilo snimanje iz nevjerojatne blizine. Stajao je svega nekoliko centimetara od mrtvoga kralja i snimao događaje nekoliko minuta nakon atentata.
Atentator Vlado Černozemski, vozač vođe VMRO-a Ivana Mihailova i iskusan strijelac, život je završio ubodom mača francuskog policajca. Pogođen s više metaka u tijelo, isječen udarcima sablje i linčovan od gnjevnoga mnoštva, prebačen je u ured marseilleske službe sigurnosti, gdje je ostavljen i bez medicinske pomoći umro.
Kasnije se otkrilo kako su u atentat, osim članova VMRO-a, bili upleteni i ustaše, a organizator je bio Eugen Dido Kvaternik. Iako su i Horthyjeva Mađarska i Mussolinijeva Italija uvelike podržavale i omogućavale djelovanje ustašama, ni one nisu mogle ignorirati očitu upletenost te organizacije u atentat na jugoslavenskog kralja. Ustaški vojni kamp u Mađarskoj odmah je zatvoren, a ustaše po Italiji su pozatvarane - dio je zatočen na otoku Lipari u Tirenskom moru, a Ante Pavelić i njegovi najbliži suradnici završili su u tamnici u Torinu (Pavelića je već ranije, u izočnosti, na smrt osudio Sud za zaštitu države u Beogradu).
Snimka Aleksandrovog atentata jedna je od važnijih povijesnih snimki, sa snimkama krunidbe Nikole II., pokopa kraljice Viktorije i nadvojvode Franje Ferdinanda i atentata na Johna F. Kennedyja.[nedostaje izvor]
Aleksandar je pokopan u Memorijalnoj crkvi sv. Đorđa, koju je dao sagraditi njegov otac. Pošto je u to doba njegov najstariji sin Petar još bio maloljetan, kraljevske ovlasti je kao regent preuzeo njegov rođak Pavle Karađorđević, koji je tako zasjeo na čelo tročlanog Namjesništva. Aleksandrov sin Petar Karađorđević doći će na vlast u državnom udaru 1941. godine, u dobi od 17 godina: mladi Kralj će samoga sebe proglasiti punoljetnim, a pučističkog generala Dušana Simovića će imenovati predsjednikom Vlade.
Pet godina nakon Aleksandrove smrti politički odnosi u Jugoslaviji donekle će se primiriti sklapanjem Sporazuma Cvetković-Maček od 26. kolovoza 1939. godine, uz snažno protivljenje mnogih srpskih i nekih hrvatskih političkih snaga. Nakon početka Drugoga svjetskog rata invazija Sila osovine u travnju 1941. godine - na koju će se Hitler odlučiti - prouzročit će raspad Kraljevine Jugoslavije.

## Zanimljivosti
- Kralj Aleksandar rođen je u tadašnjem crnogorskom glavnom gradu Cetinju i smatrao je sebe Crnogorcem. Jedna anegdota kaže da su mu jednom prišli neki Crnogorci i dali mu primjedbu na malen broj ministara rodom iz Crne Gore, a on je na to odgovorio: “Da, ali imate kralja.“.
- Kralj Aleksandar je preko cijelih grudi imao izrađenu tetovažu koja je predstavljala pruskog jednoglavog orla široko raširenih krila, s mačem u jednoj i šarom u drugoj kandži. Orao je okrunjen heraldičkom krunom, nalik na krunu Svetog Rimskog Carstva njemačke nacije.[7]
- Po svjedočenju njegovoga sina, kraljevića Tomislava, koje je napisao u svojim memoarima, kralj Aleksandar je u vrijeme kada je na njega izvršen atentat bolovao od raka i liječnici su mu davali oko šest mjeseci života.[8]

## Vanjske poveznice
- Službeno predstavljanje prijestolonasljednika Aleksandra (engl.)/(srp.)
- Genealogija Kralja Aleksandra I., royalist.info, (u međumrežnoj pismohrani archive.org 15. lipnja 2009.) (engl.)
- Obiteljsko stablo Karađorđevića, prodigy.net, (u međumrežnoj pismohrani archive.org 5. ožujka 2007.) (engl.)

| Prethodnik: Petar I. Karađorđević | Kralj Srba, Hrvata i Slovenaca 1921.–1929. | Nasljednik: Proglašen kraljem Jugoslavije |
| Prethodnik: nova titula           | Kralj Jugoslavije 1929.–1934.              | Nasljednik: Petar II. Karađorđević        |